# 越南战争名称术语
关于越南战争的名称有着各种各样的称谓。尽管“Vietnam War（越南战争）”是英语中最常用的名称，但这些名称随着时间的推移也不断发生了变化。越南战争同时也被称为第二次印度支那战争、越南冲突、越南战争和越南（Nam）。在越南，越南战争通常被称为Khang chiến chống Mỹ（抗美救国战争）。

## 第二次印度支那战争（Second Indochina War）
“第二次印度支那战争” 这一名称是指在东南亚不同地区发生的相关冲突的总结。而在越南、老挝和柬埔寨的冲突被视为广义的印度支那战争。这场冲突始于二战结束，一直持续到1975年共产党取得胜利。而这一冲突可以从冷战期间殖民主义消亡及其产生的后果这一角度来看待。 

## 越南冲突（Vietnam Conflict）
“越南冲突”这个词很大程度上是美国对越战的称谓，它表明了美国国会从未对北越宣战。在法律上，总统利用宪法赋予的自由裁量权——辅之以国会的支持性决议——来实施所谓的“国际警察行为”。   

## 越南战争（Vietnam War）
“越南战争” 是英语中最常用的称呼。大多数与外国人打交道的越南人都熟悉越南战争这个术语。越南战争在越南语中直接翻译为“Chiến tranh Việt Nam”。 

## 抗美救国战争（ Kháng chiến chống Mỹ）
人们在越南的常见的对越战的称呼是“抗美救国战争”。 

## 越南人民反对美国侵略,实现国家统一的民族解放战争（Kháng chiến chống Mỹ cứu nước）
“越南人民反对美国侵略,实现国家统一的民族解放战争”是是越南政府使用的比较正式的术语; 它更像是一句谚语，而不是一个名字，其含义是不言而喻的。 

## “越南（Nam）”
在流行文化中，有时仅仅用“Nam”这个词来表示越南战争。例如，在电影《谋杀绿脚趾》中，一个参加过越南战争的角色在整部电影中说了好几次“回到越南”这个短语。 